# براینیو (ریو گرانده شمالی)
براینیو (به پرتغالی: Brejinho) یک منطقهٔ مسکونی در برزیل است که در ریو گرانده شمالی واقع شده‌است. براینیو ۱۲٬۷۸۷ نفر جمعیت دارد.